# Gerhard Kohnert
Pour les articles homonymes, voir Kohnert.
Gerhard Kohnert (né le 2 septembre 1882 à Geestemünde et décédé le 5 juillet 1962 à Melle) est un entrepreneur allemand, fabricant de meubles, homme politique local et promoteur d'institutions culturelles locales.

## Biographie
Gerhard Kohnert est né sous le nom de Gerhard Kohn, fils de Franz Kohn (23 décembre 1857 — 24 septembre 1909) et de sa femme Johanna, née Gehrels (24 décembre 1862 — 24 décembre 1925) le 2 septembre 1882 à Geestemünde comme premier fils. Son frère, Hans Kohnert, de quatre ans son cadet, était l'entrepreneur et président de la Chambre de commerce de Bremerhaven. Après avoir fréquenté le Realgymnasium de Bremerhaven, Gerhard Kohn, 17 ans, commence ses années d'apprentissage et de voyage (1900—1908) : deux premiers semestres à la Handelshochschule Leipzig, puis deux autres semestres à l’ Institut Supérieur du Commerce de I’État à Cologne. Viennent ensuite des postes commerciaux à Geestemünde, Lübeck, à Wiborg (Finlande) dans la scierie de Kramfors dans le district de Härnösand au nord de la Suède et enfin deux ans à Londres et un an aux États-Unis.
Gerhard Kohnert n'était pas marié et n'avait pas d'enfants. En raison des hostilités dues au nom de famille à consonance juive Kohn / Cohn sous le régime national-socialiste, son frère Hans a demandé un changement de nom en « Kohnert » pour la famille et pour les entreprises concernées à Geestemünde et Melle en 1937, qui a été approuvée par le ministère le 14 août 1937. Gerhard Kohnert est décédé le 5 juillet 1962 à l'âge de 78 ans à Melle des suites d'une courte maladie.

## Contribution

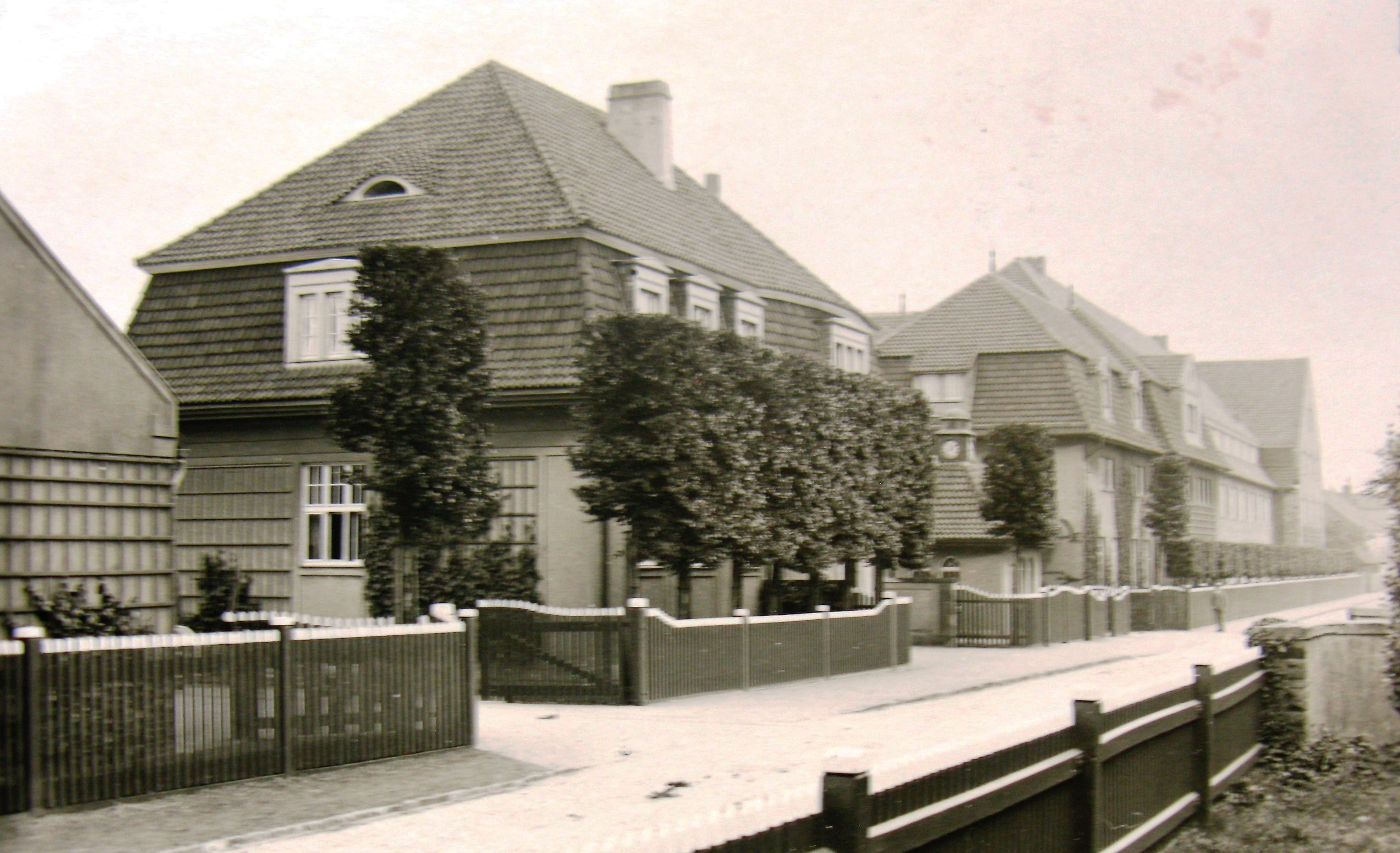
Meller Möbelfabrik (MMM), 1929.

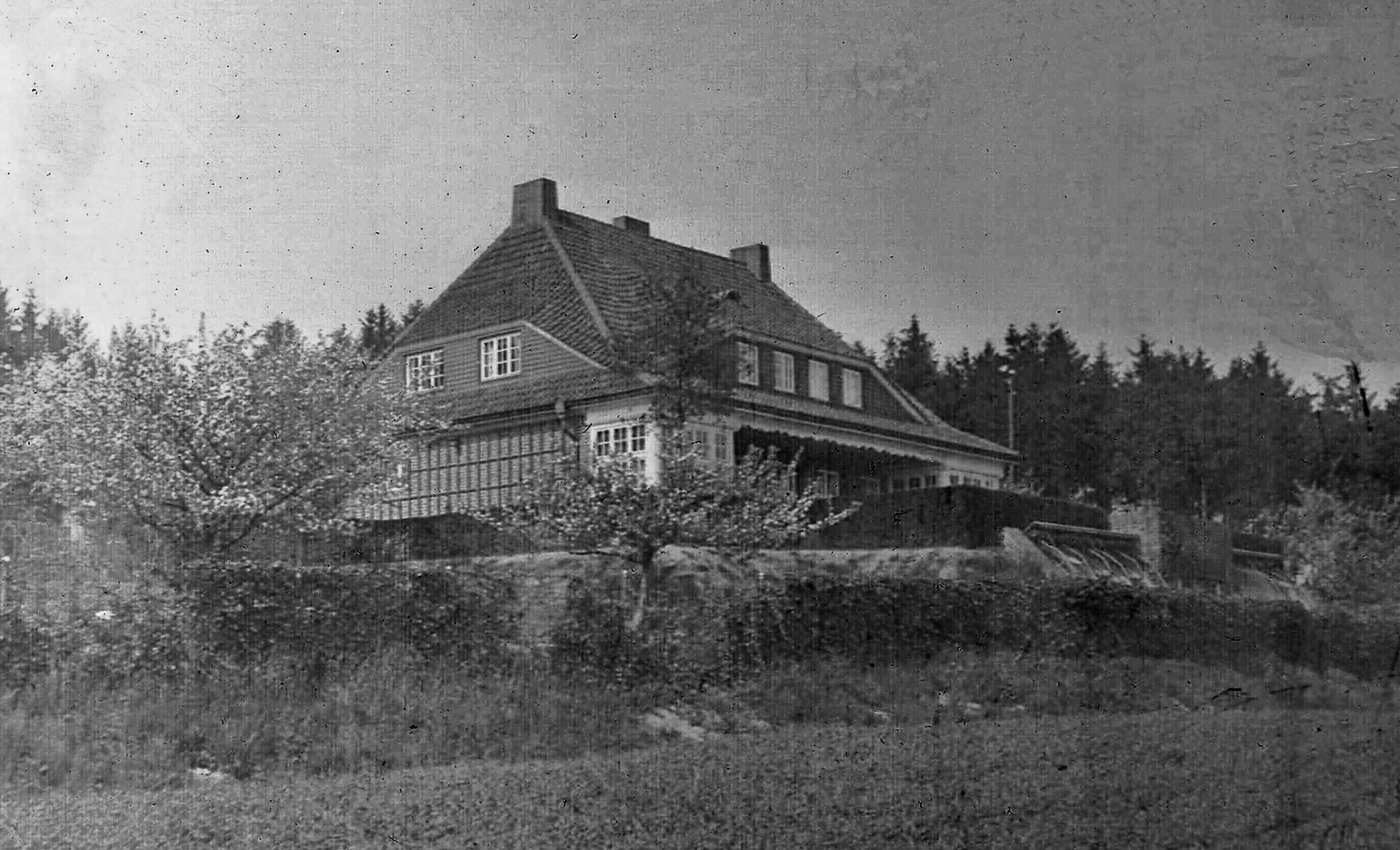
La villa "Haus Sonneck" de Konhert, 1930.

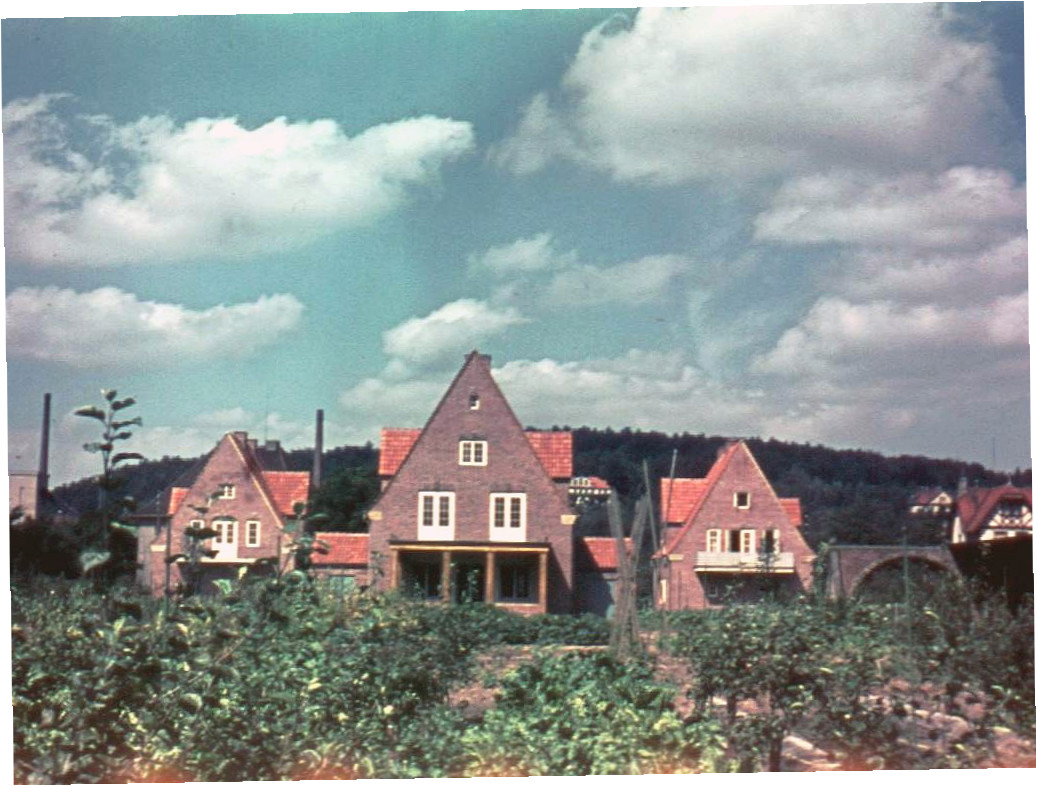
Appartements de l'entreprise MMM cotés, 1956.

En 1909, après le décès de son père, Gerhard Kohn rejoint la société mère des parents, l'entreprise d'importation et de transformation du bois Pundt & Kohn à Geestemünde, en tant que mandataire, dont il devient également associé en 1912 avec son frère Hans, qui a repris la direction de l'entreprise après la mort de son père (1909). De 1912 à 1924, il fut également membre de la Chambre d'industrie et de commerce (IHK) de Bremerhaven.
Toujours en 1909, Gerhard Kohn fonde la Meller Möbelfabrik GmbH (MMM) à Melle près d'Osnabrück, qu'il dirige jusqu'à sa mort (1962). Il a reconnu très tôt que dans les environs du soi-disant "bassin de meubles" (Herford, Detmold, Ostwestfalen-Lippe), c'est-à-dire dans une région structurellement faible entre Wiehengebirge et Forêt de Teutberg, des conditions particulièrement bonnes existaient pour le développement d'une industrie du meuble : de riches forêts de hêtres et de chênes fournissaient les matières premières, un chômage élevé et des salaires bas assuraient de faibles coûts unitaires. L'important besoin en terres de la production de meubles à forte intensité d'espace pourrait être couvert à peu de frais ici. De plus, la connexion au réseau ferroviaire des marchés de vente de meubles en développement rapide dans la région voisine de la Ruhr, puis également en Rhénanie et en Sarre, a créé des conditions de développement favorables pour la production de meubles. Pendant la Seconde Guerre mondiale, la production du MMM a été transférée aux tâches de guerre.
Après la fin de la guerre, les troupes britanniques sous le commandement du maréchal Bernard Montgomery ont occupé la région et ont confisqué la villa Haus Sonneck de Kohnert sur Meller Berg (1945–1955). Montgomery a installé son quartier général temporaire dans le domaine Ostenwalde dans le voisinage de Melle-Oldendorf.
Kohnert a ensuite d'abord vécu dans l'immeuble de bureaux de l'entreprise, avant qu'au début des années 1950, il ne construise trois nouveaux bâtiments résidentiels dans les locaux de l'usine en tant qu'appartements d'entreprise dans la Teichbruchstraße, aujourd'hui Bismarckstr. no 13-17 (depuis 1967 en tant qu'ensemble sous la protection des monuments), pour lui-même et son gérant et fondé. Sous la direction de Gerhard Kohnert, le MMM a acquis une réputation nationale après la guerre. Il était connu comme un fabricant de meubles de salon et de bureau dignes et innovants, par ex. de meubles sous une licence dans le style Bauhaus pour les ateliers de Brême. Cependant, l'industrialisation et l'internationalisation progressives de l'industrie du meuble dans les années 1960 à 1970 ont également conduit à une concentration sur des entreprises toujours plus grandes et plus modernes dans cette région et à l'abandon de celles qui ne pouvaient pas suivre ce processus.

## Œuvre
La Première Guerre mondiale a fait de Gerhard Kohn, maintenant âgé de 31, comme volontaire de guerre sur tous les fronts et a été blessé deux fois. Il était bien connu et populaire à Melle. Par exemple, il a promu les pompiers de Melle et la chorale d'enfants, et a été cofondateur de la Meller Volksbank en 1921. En 1928, il était le roi de tir du société de tir de Melle et enfin un membre honoraire. Après la fin de la Seconde Guerre mondiale, le gouvernement militaire britannique s'est efforcé de trouver de nouveaux dirigeants politiques locaux libres et librement élus à Melle après douze ans du Troisième Reich. 
Le 14 novembre 1945, les membres du comité municipal du gouvernement militaire proposèrent la formation d'un Bürgervorsteher-Kollegium de 20 personnes sur le modèle de la République de Weimar. Cependant, le gouvernement militaire a appelé le corps nouvellement formé d’un « conseil municipal » et a approuvé la composition le 19 décembre 1945. Le 9 janvier 1946, le conseil municipal s'est réuni pour sa session constitutive et, avec l'approbation du colonel Wilcox, a élu le fabricant de meubles Gerhard Kohnert comme le maire. L'ancien maire Dr Freiherr von Massenbach a repris le bureau nouvellement créé de chef de l'administration municipale. « En raison de ses sentiments allemands sincères, cependant, il a été déposé à nouveau après quelques mois. De par sa nature, Gerhard Kohnert a fait peu d'apparitions publiques. Cependant, le pompier de Melle a trouvé un soutien particulier à travers lui. Il y a 25 ans, il soulignait déjà sa solidarité avec le peuple en conquérant la dignité royale du club de tir. Aversion pour toute activité associative, il permet au chœur d'enfants de Melle de bénéficier de son soutien particulier. »
À l'occasion de son 70e anniversaire, le fabricant Gerhard Kohnert a reçu la Ordre du Mérite de la République fédérale d'Allemagne du président du district Friemann le 2 septembre 1953 pour ses services au développement de l'industrie du meuble domestique. Selon le la presse locale, ce prix rare et élevé a été décerné pour la troisième fois dans le district de Melle.

## Distinction
- 1953 : Ordre du Mérite de la République fédérale d'Allemagne (en cordon)